# جيمس هارت (سياسي)
جيمس هارت هو سياسي كندي، ولد في 1820، وتوفي في 17 سبتمبر 1898 في كندا. حزبياً، نشط في الحزب الليبرالي في أونتاريو ‏. وقد انتخب عضو برلمان مقاطعة أونتاريو.